# Tokai Maru
La Tokai Maru era una nave passeggeri-cargo giapponese costruita dal cantiere navale Mitsubishi Heavy Industries e affondata nel porto di Apra, a Guam, nel 1943, durante la seconda guerra mondiale.
Prima della seconda guerra mondiale servì come nave veloce tra New York e il Giappone per la Osaka Shosen Co. Durante la guerra venne riconvertita in nave da trasporto militare per la Marina imperiale giapponese.

## Storia
La costruzione da parte della Mitsubishi Heavy Industries iniziò nel 1929, venendo varata il 16 maggio 1930, mentre la costruzione fu completata il 14 agosto 1930. La Osaka Shosen Co., ora Mitsui OSK Lines, se ne servì come nave mercantile di lusso molto veloce per la tratta Tokyo - New York attraverso il Canale di Panama.
Nel luglio 1941, gli Stati Uniti chiusero il Canale di Panama alle navi giapponesi come rappresaglia per l'invasione giapponese dell'Indocina francese. La Tokai Maru, ancora sul lato orientale del Canale, fu costretta a tornare in Giappone attraverso lo Stretto di Magellano.
La nave fu quindi requisita come nave da trasporto in tempo di guerra, una classe di navi note come "Ippan Choyosen" che non facevano ufficialmente parte della Marina imperiale ed erano dotate di equipaggi civili. La nave entrò sotto contratto con la Marina giapponese presso l'arsenale navale di Kure il 17 ottobre 1941. Le fu assegnato il compito di trasportare uomini e materiali in tutto il Pacifico. Sarebbe stata armata con 2 cannoni da 12 cm, 2 cannoni gemelli da 25 mm e 2 cannoni singoli da 25 mm.
Il 24 gennaio 1943, il sommergibile USS Flying Fish avvistò la Tokai Maru nel porto di Apra Harbor, a Guam, un territorio statunitense allora occupato dal Giappone. Dopo aver atteso per tre giorni che la nave lasciasse il porto, il Flying Fish lanciò due siluri contro la Tokai, a una profondità di 15 piedi.

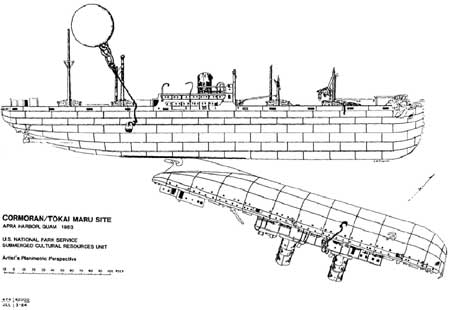
La Tokai Maru si trova in cima a questa illustrazione del National Park Service. L'albero motore della Cormoran si trova più vicino alla poppa della nave giapponese. La boa utilizzata dai subacquei occasionali è contrassegnata.

Uno si arenò, ma l'altro colpì la Tokai, infliggendole danni significativi, ma non la affondò. Sette mesi dopo, nell'agosto del 1943, un altro sommergibile, lo USS Snapper, avvistò la Tokai Maru e un'altra nave ormeggiata nell'angolo nord-orientale del porto di Apra. Aspettò sette giorni che le navi giapponesi se ne andassero prima di salpare verso la parte nord del porto il 27 agosto 1943 e sparare tre siluri al primo bersaglio e uno al secondo. Un siluro colpì la stiva di carico n. 3 di babordo della Tokai, affondandola direttamente in cima al relitto dell'SMS Cormoran II, una nave corsara tedesca della prima guerra mondiale.
Il relitto della Tokai Maru, a 120 piedi (37 m) sott'acqua, è elencato nel Registro nazionale dei luoghi storici degli Stati Uniti, così come il relitto della SMS Cormoran, essendo i due vicini. È uno dei pochi posti in cui i subacquei possono esplorare un relitto della prima guerra mondiale accanto a una nave della seconda guerra mondiale.
Nel 1988 il relitto venne inserito nel Registro Nazionale dei Luoghi Storici a causa della sua associazione con la seconda guerra mondiale.